# Marksteintunnel
Der Marksteintunnel ist ein 2782 m (Streckenkilometer 79,10 bis 81,88) langer Eisenbahntunnel der Schnellfahrstrecke Mannheim–Stuttgart bei Vaihingen an der Enz. Der Tunnel unterquert den Höhenrücken Hoher Markstein und trägt daher seinen Namen.
Er nimmt zwei Gleise auf, die planmäßig mit bis zu 250 km/h befahren werden. Eine Besonderheit ist die im Tunnel verlegte Feste Fahrbahn der Bauart Züblin. Als einziger Tunnel der Schnellfahrstrecke erhielt der Tunnel diese schotterlose Form des Oberbaus.

## Verlauf
Die Röhre verläuft in nordwestlicher Richtung. Das Nordwestportal liegt am Rande des Bahnhofs Vaihingen, das Südostportal am nordöstlichen Rand des Teilorts Enzweihingen der Kreisstadt Vaihingen an der Enz. Südlich schließt sich die Enztalbrücke an. Die maximale Überdeckung liegt bei rund 67 m.
Die Trasse verläuft in südöstlicher Richtung zunächst in einer Geraden, die zunächst in einen Linksbogen von 10.000 m übergeht, an den sich ein Rechtsbogen desselben Radius anschließt. Am Südpostportal, dem Übergang zur Enztalbrücke, verläuft das Bauwerk dagegen wieder in einer Geraden.
Die Gradiente (Stand: 1986) fällt zum Ostportal hin mit zunächst 10,556 Promille und (ab km 79,588) mit 1,500 Promille ab. Eine neuere Quelle spricht von 11,6 Promille im westlichen Portalbereich. Im Portalbereich, am Übergang zur Enztalbrücke, schließt sich daran wiederum eine etwa vier Kilometer lange Steigung an.
Die lichte Breite im Tunnel liegt zwischen 13,80 und 14,20 m.
Eine Röhre des Nebenwegtunnels der Westbahn überquert den nördlichen Bereich des Marksteintunnels in südöstlicher Richtung.
Das Bauwerk durchörtert weitgehend Schichten des Oberen Muschelkalks, vereinzelt auch Trigonodus-Dolomit. Lediglich auf einem rund 200 m langen Abschnitt am Ostportal ragte der über dem Oberen Muschelkalk liegende Lettenkeuper gerade noch in das Ausbruchsprofil hinein.

## Geschichte

### Planung
Das Bauwerk war bereits nach dem Planungsstand von 1973, mit einer Länge von rund 2,5 km, geplant.
Sowohl beim Markstein- als auch beim Nebenweg-Tunnel konnten die betroffenen Gemeinden in der Planungsphase Verlängerungen der Röhren erreichen.
Anfang 1983 war das Bauwerk mit einer Länge von 2741 m geplant, Mitte 1985 dagegen mit 2.782 m, der später realisierten Länge.

### Bau
Die Röhre wurde, ab August 1986, teilweise in bergmännischem Vortrieb, teilweise in offener Bauweise errichtet. Dabei wurden Schichten des oberen Muschelkalks durchfahren. Insgesamt wurden rund 300.000 m³ Material ausgebrochen. Bei einem Ausbruchsquerschnitt zwischen 105 und 118 m² wurde dabei ein Nutzquerschnitt zwischen 82 und 94 m² hergestellt. Die offene Bauweise kam auf einem rund 175 m langen Abschnitt im Bereich des Westportals aufgrund geringer Überdeckung und der Verflechtung mit dem Nebenwegtunnel zur Anwendung. Die Regeldicke der Innenschale betrug 40 cm im Bereich des bergmännischen Vortriebs und 80 cm im Bereich der offenen Bauweise.
Die Kalotte wurde am 16. September 1987 durchgeschlagen. Die entsprechende Feier folgte am 9. Oktober 1987. Aufgrund der kurzen Bauzeit musste noch während des laufenden Vortriebs mit der Herstellung der Innenschale begonnen werden.
Ende Mai 1988 endeten die Ausbruchs- und Sicherungsarbeiten. Anschließend wurde die zumeist 40 cm starke, wasserundurchlässige Innenschale errichtet.
Das Bauwerk wurde von der ARGE Markstein-Tunnel errichtet, der die Unternehmen Bilfinger + Berger Bau AG (Mannheim), Ed. Züblin AG (Stuttgart) und C. Baresel AG (Stuttgart) angehörten.
Die Tunnelpatenschaft übernahm Bärbel Kälberer.

### Betrieb
In der Nacht zum 27. Oktober 2013 fand eine als Subvento bezeichnete Katastrophenschutzübung im Tunnel statt. In dem Szenario kam ein ICE mit dem vorderen Triebkopf am südöstlichen Tunnelportal zum Stehen, der als fünfte Wagen eingereihte Speisewagen wurde als brennend angenommen. Von 160 Fahrgästen wurden etwa 25 als verletzt angenommen. Rund 600 Einsatzkräfte nahmen an der Übung teil. Der Übung begann um Punkt Mitternacht, gegen 0:15 Uhr waren die ersten Einsatzkräfte vor Ort. Nach Erdung der Oberleitung konnte der Tunnel um 0:40 Uhr betreten werden. Gegen 1:30 Uhr trafen die Rettungszüge aus Mannheim und Stuttgart ein. Löschwasser wurde über zwei je drei Kilometer lange Schlauchleitungen aus der Enz herangeführt.
Bei einer Oberbauerneuerung der Strecke wurden 2020 im Marksteintunnel nur die Schienen getauscht.

## Technik
Südlich vor dem Südostportal befinden sich GSM-Basisstationen der vier Netzbetreiber. Diese versorgen nicht nur den unmittelbar anschließenden Gleisbereich auf der Enztalbrücke, sondern auch, über eine Repeateranlage mit Glasfaseranbindung zu den Remote Units, den Pulverdinger Tunnel.
Die Versorgung des Tunnels mit GSM-R erfolgt über Basisstationen an beiden Tunnelportalen, die Versorgung mit RailNet über eine Einkopplung in den GSM-R-Antennenpfad am Südostportal.

## Kosten
Die kalkulierten Kosten lagen (Stand: 1988) bei 110 Millionen D-Mark. Um 1986 wurden geschätzte Rohbaukosten von 54,6 Millionen DM angegeben.